# František Švec
František Švec (* 21. června 1942 Zbehy) je bývalý slovenský fotbalový záložník, technik, bývalý politik HZDS a bývalý poslanec NR SR.

## Fotbalová kariéra
V československé lize hrál za AC Nitra. Nastoupil ve 40 ligových utkáních a dal 4 góly. V sezoně 1967/1968 po dobu ZVS oblékal dres VTJ Dukla Hraničář Cheb, hrající tehdy 2. československou fotbalovou ligu.

## Ligová bilance
| Ročník                                     | Zápasy | Góly | Minuty | Klub                    |
| ------------------------------------------ | ------ | ---- | ------ | ----------------------- |
| 2. československá fotbalová liga 1967/1968 | -      | 5    |        | VTJ Dukla Hraničář Cheb |
| 1. československá fotbalová liga 1971/1972 | 26     | 3    | 2 187  | AC Nitra                |
| 1. československá fotbalová liga 1972/1973 | 14     | 1    | 1 028  | AC Nitra                |
| CELKEM 1. československá liga              | 40     | 4    | 3 215  |                         |

## Politická kariéra
V devadesátých letech působil jako přednosta Okresního úřadu v Nitře. V předčasných parlamentních volbách v roce 1994 kandidoval za HZDS v západoslovenském volebním kraji. Mandát získal až dodatečně za Olgu Keltošovou, která se stala členkou vlády. V parlamentu působil ve výboru pro zdravotnictví a sociální věci a v mandátovém a imunitním výboru. V parlamentních volbách 1998 opět kandidoval za HZDS a opět mandát získal až jako náhradník, ale již na ustavující schůzi parlamentu za Ivana Hudece, který byl v té době členem končící vlády.